# Boxer Russell
Pour les articles homonymes, voir Charles Russell et Russell.

a Compétitions nationales et continentales officielles uniquement.

b Matchs officiels uniquement.
Dernière mise à jour le 8 avril 2023.
Charles Joseph Russell, plus connu comme Boxer Russell, né le 5 décembre 1884 à St Peters (en) et mort le 15 mai 1957 à Sydney, est un joueur de rugby à XV et de rugby à XIII australien. Joueur pionnier au plus haut niveau, il connaît des sélections en équipe d'Australie de rugby à XV (Wallabies) et en équipe d'Australie de rugby à XIII (Kangourou).
Il fait partie de l'équipe d'Australie de rugby à XV championne olympique en 1908.

## Carrière

### Carrière de rugby à XV
Né à St Peters près de Sydney, Charles Russell intègre la sélection australienne qui joue contre les All Blacks trois tests en 1907. Il évolue au poste d'ailier gauche, droit et centre lors de ces tests. Il part avec l'équipe d'Australie de rugby à XV en tournée entre 1908 et 1909, il joue tous les tests et il inscrit un essai lors de chaque test, il marque en tout 24 essais lors des rencontres de tournée ce qui constitue un record pour un Wallaby. En plus il fait partie de l'équipe d'Australie de rugby à XV championne olympique en 1908, qui compte comme capitaine Chris McKivat. 

### Carrière de rugby à XIII
En 1910, il change de code et passe à XIII. Il joue d'abord pour les Newtown Jets de Sydney avec qui il remporte le championnat cette même année. Il joue pour l'Équipe d'Australie de rugby à XIII contre l'Équipe du Royaume-Uni de rugby à XIII le 18 juin 1910. Quatre anciens Wallabies débutent aussi ce jour-là : John Barnett, Bob Craig, Jack Hickey et Chris McKivat. Ils deviennent les onzième à quinzième joueurs internationaux australiens sélectionnés dans les deux codes. Cette scène reproduit un fait qui a eu lieu deux ans plus tôt lorsque Micky Dore, Dally Messenger, Denis Lutge, Doug McLean snr et 
Johnny Rosewell débutent tous pour les Kangaroos dans le premier test contre la Nouvelle-Zélande. Une fois sa carrière de joueur terminée, il devient un des entraîneurs du club des Newtown Jets notamment pour le titre de 1933.

## Palmarès
- Champion olympique en 1908